# Euphorbia bitataensis
Euphorbia bitataensis är en törelväxtart som beskrevs av Michael George Gilbert. Euphorbia bitataensis ingår i släktet törlar, och familjen törelväxter. Inga underarter finns listade i Catalogue of Life.